# Johann Baptist Wenig

Pater Johann Baptist Wenig SJ, Aufnahme des Innsbrucker Fotografen Friedrich Bopp

Johann Baptist Wenig (Pseudonym: Theophilus Philaletes; * 11. August 1826 in Neudorf bei Kuttenplan; † 25. Oktober 1875 in Innsbruck) war ein österreichischer Jesuit.

## Leben
Wenig trat 1844 in Graz in den Jesuitenorden ein. Über seine frühe Ausbildung ist überdies nichts bekannt. Er erhielt in Linz und Wels sowie in Frankreich seine theologische und philosophische Ausbildung und empfing 1852 die Priesterweihe. 1854 wurde er zunächst Professor am bischöflichen Gymnasium in Linz, 1857 ordentlicher Professor für biblische Einleitung, Archäologie und orientalische Sprachen an der neugegründeten theologischen Fakultät der Universität Innsbruck sowie am Innsbrucker Jesuitenkolleg.
Wenig wurde 1858 neben seiner Professur Leiter des Canisiuskonviktes in Innsbruck Das Amt hatte er bis 1860 und dann wieder von 1866 bis 1875 inne. In den Jahren 1863, 1866 und 1869 war er Rektor der Universität, zudem war er mehrmals Dekan der theologischen Fakultät. Aufsehen erregte er 1866 mit seiner Rektoratsrede Ueber die Freiheit der Wissenschaft. Er starb im Amt.

## Werke (Auswahl)
- Ueber die Freiheit der Wissenschaft. Wagner, Innsbruck 1866.
- Über den Wesensbestand des Menschen. Innsbruck 1866.
- Schola syriaca complectens Chrestomathiam cum apparatu grammatico et Lexicon Chrestomathiae accomodatum. Innsbruck 1866.
- Zur allgemeinen Charakteristik der arabischen Poesie. Wagner, Innsbruck 1870.
- Ueber die kirchliche und politische Inquisition. Ein Beitrag zur Klärung der Anschauungen über diesen Gegenstand. Sartori, Wien 1875 (als Theophilus Philaletes).